# Buddy Whittington
Pour les articles homonymes, voir Whittington.
Buddy Whittington, né le 28 décembre 1956, à Fort Worth, Texas, est un guitariste américain. Il a notamment été membre des Bluesbreakers de John Mayall.

## Carrière
Il apprend la guitare en s'inspirant des disques de sa sœur (The Beatles, The Rolling Stones et Blues Breakers with Eric Clapton). À 14 ans il a déjà sa place sur la scène musicale de Dallas/Fort Worth et joue régulièrement dans les clubs de Jacksboro Highway. Alors qu'il est scolarisé à la L.D. Bell High School, il joue dans un groupe appelé Short Change, qui fait les premières parties de Point Blank, groupe qu'il rejoindra plus tard, en y remplaçant le guitariste Kim Davis.
Dans les années 1980, il crée son propre groupe, The Sidemen. En 1991, ils font la première partie de John Mayall et, quand Coco Montoya quitte les Bluesbreakers en 1993, Mayall demande à Buddy Whittington de le remplacer. Avec les Bluesbreakers, contribue à l'écriture des titres et chante sur certaines chansons. Quand Mayall arrête les Bluesbreakers, Whittington continue à tourner au Texas, et s'associe avec Roger Cotton et Pete Stroud, qui ont également tourné avec Mayall, pour jouer dans le groupe de Peter Green.
En 2008, Buddy Whittington sort son premier album solo. Il continue à jouer régulièrement en Europe, notamment au Royaume-Uni.

## Instruments
Buddy Whittington joue généralement avec une Fender Stratocaster de 1963 et un ampli Dr. Z. Il joue aussi avec une guitare Lentz partiellement inspirée de la Fender Telecaster.

## Discographie
- 1980 – Texas Boogie Blues (Ray Sharpe)
- 1995 – Spinning Coin (John Mayall & the Bluesbreakers)
- 1997 – Blues for the Lost Days (John Mayall & the Bluesbreakers)
- 1999 – Padlock on the Blues (John Mayall & the Bluesbreakers)
- 2001 – Along for The Ride (John Mayall & the Bluesbreakers)
- 2002 – Stories (John Mayall & the Bluesbreakers)
- 2003 – 70th Birthday Concert (John Mayall & the Bluesbreakers)
- 2005 – Road Dogs (John Mayall & the Bluesbreakers)
- 2007 – In the Palace of the King (John Mayall & the Bluesbreakers)
- 2007 – Buddy Whittington (Buddy Whittington Band)
- 2007 – Texas Blues Project, Vol. 1 (Dr. Wu and Friends)
- 2010 – Bag Full of Blues (Buddy Whittington Band)
- 2010 – Texas Blues Project, Vol. 2 (Dr. Wu and Friends)
- 2011 – Six String Svengali (Buddy Whittington Band)